# Quattro filosofi
I Quattro filosofi è un dipinto a olio su tavola (164x139 cm) di Peter Paul Rubens, databile al 1611-1612 e conservato fino al 2023 nella Galleria Palatina di Palazzo Pitti a Firenze, dopodiché è stato trasferito in una delle sale Autoritratti della Galleria degli Uffizi.

## Storia
Non si conoscono le vicende antiche del dipinto e le circostanze della sua realizzazione. Gli inventari più antichi lo segnalano alla fine del Seicento a palazzo Pitti e una prima menzione iconografica si trova nel dipinto sulla Tribuna del Uffizi di Johan Joseph Zoffany del 1772, in cui l'opera è copiata tra le collezioni medicee.
Nel marzo o aprile 1799 fu sequestrata dai Francesi e portata a Parigi, dove venne recuperata nel 1815, tornando l'anno successivo a Firenze. Nel documento della restituzione, a cura di Canova e Karcher, si legge una descrizione dettagliata del dipinto e delle sue condizioni: «I quattro filosofi di Rubens in tavola dal colore subollito e molto alzato, è crettato specialmente negli abiti neri e altri e arrotato nei dintorni ove copriva la cornice».
L'occasione per la pittura del dipinto fu probabilmente la morte del fratello di Rubens, Filippo (nel 1611), e del suo maestro, il filosofo Giusto Lipsio (nel 1606), per cui viene solitamente datato al 1611-1612. Le fattezze del filosofo derivano da un ritratto di Abraham Janssens, conosciuto attraverso l'incisione di Pieter de Jode; il proprio autoritratto ripropone invece un suo busto oggi al Museo Moretus di Anversa. La figura di Filippo è nota anche in un ritratto nella collezione Hollistecher di Berlino, mentre per Jan Woverius esiste un confronto con un disegno dell'Albertina di Vienna (esp. Vienna, 1977, p. 6, n.3).
La celebrità dell'opera fece sì che ne fossero tratte molte copie. Tra le migliori una in collezione privata belga (pubblicata da P. Fierens, 1942) e due nel Musée des Beaux-Arts di Nancy.

## Descrizione e stile
Si tratta di un quadruplice ritratto monumentale, di Rubens e tre amici. Il pittore si riconosce in piedi sulla sinistra, col volto ritratto di tre quarti e lo sguardo che cerca lo spettatore, secondo una convenzione tipica degli autoritratti. Seduti attorno a un tavolinetto, coperto da un pesante tappeto orientale e cosparso di libri, penne e calamai, si trovano da sinistra Filippo Rubens, Giusto Lipsio (Juste Lipse), maestro filosofo, e Giovanni van de Wouvere (Jan Woverius), altro discepolo e amico dei tre. La ricchezza dei gesti, gli sguardi "parlanti", la ricchissima vivacità della superficie pittorica, variata a meglio rappresentare la consistenza di ciascun materiale, fanno dell'opera un capolavoro della ritrattistica seicentesca.
Un busto di Seneca in una nicchia (fedele riproduzione di un esemplare antico, probabilmente quello dell'amico Fulvio Orsini, bibliotecario del cardinal Farnese, di cui Rubens acquistò una copia nel 1605), ricorda la natura del convegno dei quattro intellettuali: a Seneca il maestro aveva dopotutto dedicato numerosi saggi. I quattro tulipani che stanno nel vasetto di vetro appoggiato nella nicchia rappresentano la caducità della vita, due devono sbocciare, altri due sono secchi (Giusto e Filippo Rubens erano già morti al momento del ritratto). Sullo sfondo si apre un paesaggio con la rappresentazione del Palatino e della chiesa di San Teodoro. Tale paesaggio venne sviluppato poi nello sfondo dell'altare di Santa Maria in Vallicella a Roma, oggi alla Gemäldegalerie di Berlino, e nel Paesaggio con le rovine del Palatino al Museo del Louvre (n. 2119).
Il cane che si affaccia in primo piano doveva essere quello di proprietà di Woverius, di cui si conosce anche il nome: Mopsulus.